# Юрьевецкий кремль
Юрьевецкий кремль — исторические укрепления Юрьевца Ивановской области, местонахождение которых менялось с ходом времени.

## Детинец на Георгиевской горе

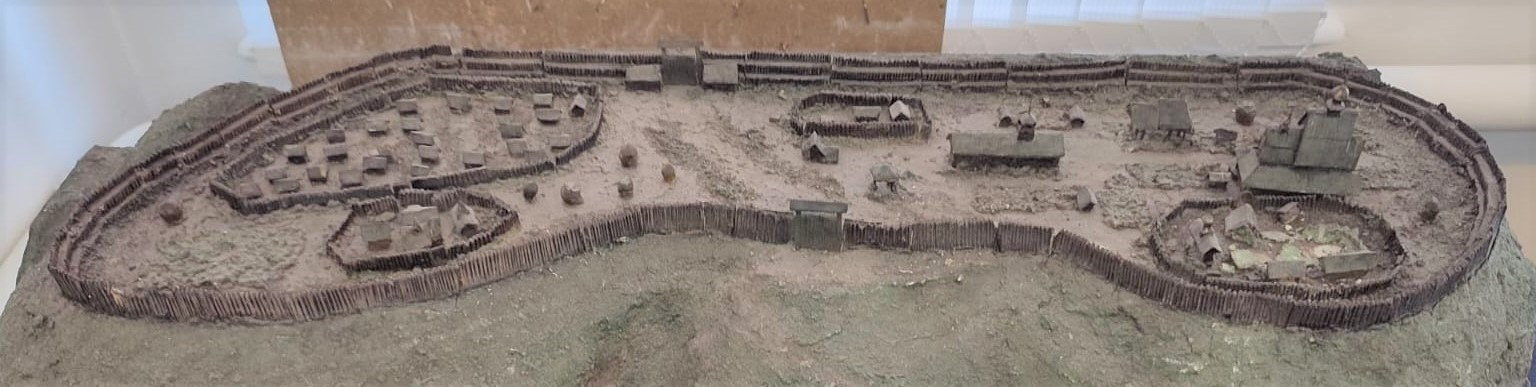
Макет города-крепости Юрьевца-Повольского в XIII веке на Георгиевской горе. Историко-художественный музей города

Первоначально детинец Юрьевца, заложенный основателем города князем Юрием Всеволодовичем в 1225 году, находился на Георгиевской горе. Деревянные укрепления не раз горели, но каждый раз отстраивались заново на том же месте. Однако после того, как в Смутное время Юрьевец был захвачен лисовчиками в 1609 году и сожжён, восстанавливать крепость на прежнем месте не стали. В наше время Георгиевская гора срыта и затоплена водами Горьковского водохранилища. 

## Острог на Воскресенской горе
Новая деревянная крепость была выстроена на Воскресенской горе. Она имела в плане форму неправильного четырёхугольника и была окружена острожной стеной. Её длина составляла 728 м, в ней имелись двое ворот — Посадские и Полевые. Вместо башен в стене были устроены выводы. В непосредственной близости располагалась Стрелецкая слобода, где был расквартирован гарнизон, состоящий из стрелецкой сотни. Археологическая разведка выявила в западной части территории острога наличие заплывшего рва глубиной до 1,5 м. Внутри острога находились деревянная Воскресенская церковь, амбары, склады оружия, тюрьма и осадные дворы. Крепость просуществовала до 1780 года.

## Белый город на Воскресенской горе

Деревянный острог и Белый город на плане-реконструкции Юрьевца

В 1661 году по указу царя Алексея Михайловича при воеводе Семёне Никитиче Болховском к югу от деревянного острога и в дополнение к нему начали строить обширный каменно-земляной кремль, получивший народное название Белый город. В писцовых книгах он именуется Каменным. Он строился из кирпича, для производства которого специально возвели два завода в районе сегодняшней ветеринарной лечебницы и которые продолжали работу вплоть до середины XIX века. Под новую крепость были вырыты мощные земляные валы, которые сохранились до наших дней. Площадь новой крепости, представлявшей в плане неправильную трапецию, составляла 30 га, а её периметр — 2236 м, что превышало периметр Московского кремля более чем на 400 м. По некоторым данным, к строительству были привлечены голландские специалисты.
Были возведены семь каменных и девять земляных башен, каменные стены с зубцами (по части периметра) и двое каменных ворот. К Волге вели вели высокие Вознесенские ворота с надвратной башней. Под стенами были вырыты тайники, ведшие к реке. С западной стороны в крепость вели Полевые ворота. Под крепостью были разветвлённые лабиринты и казематы. Строительство активно велось при Алексее Михайловиче, однако впоследствии остановилось, поскольку внутренняя ситуация, в отличие от внешней, стабилизировалась. Пётр I направил ремесленников и деньги на другие проекты. Кремль так и не был достроен. 
В XVIII веке обветшавшие стены и башни стали разбирать и от прежних укреплений остались лишь две башни. В 1823 году они проданы с городских торгов и также большей частью разобраны на кирпич для нужд строительства. Остатки башен были запечатлены на картине Никанора Чернецова в 1830-е годы. В 1897 году описание Белого города сделал известный историк и археолог А. А. Спицын.